# Condado de Burlington
El condado de Burlington (en inglés: Burlington County), fundado en 1694, es un condado en el estado estadounidense de Nueva Jersey. En el 2010 el condado tenía una población de 448 734 habitantes en una densidad poblacional de 203 personas por km². La sede del condado es Mount Holly.

## Geografía
Según la Oficina del Censo, el condado tiene un área total de 2121 km² (818,9 mi²), de la cual 2085 km² (805 mi²) es tierra y 39 km² (15,1 mi²) (1.81%) es agua.

### Condados adyacentes
- Condado de Mercer (norte)
- Condado de Monmouth (noreste)
- Condado de Ocean (este)
- Condado de Atlantic (sur)
- Condado de Camden (suroeste)
- Condado de Filadelfia (Pensilvania) (oeste)
- Condado de Bucks (Pensilvania) (noroeste)

## Demografía
En el 2007 la renta per cápita promedia del condado era de $72 466, y el ingreso promedio para una familia era de $85 117. En 2000 los hombres tenían un ingreso per cápita de $46 381 versus $32 228 para las mujeres. El ingreso per cápita para el condado era de $26 339 y el 4.70% de la población estaba bajo el umbral de pobreza nacional.

## Localidades

### Ciudades
Beverly |
Bordentown |
Burlington

### Boroughs
Fieldsboro |
Medford Lakes |
Palmyra |
Pemberton |
Riverton |
Wrightstown

### Municipios
Bass River |
Bordentown |
Burlington |
Chesterfield |
Cinnaminson |
Delanco |
Delran |
Eastampton |
Edgewater Park |
Evesham |
Florence |
Hainesport |
Lumberton |
Mansfield |
Maple Shade |
Medford |
Moorestown |
Mount Holly |
Mount Laurel |
New Hanover |
North Hanover |
Pemberton |
Riverside |
Shamong |
Southampton |
Springfield |
Tabernacle |
Washington |
Westampton |
Willingboro |
Woodland

### Lugares designados por el censo
Browns Mills |
Country Lake Estates |
Florence |
Fort Dix |
Juliustown |
Leisuretowne |
Marlton |
Base Aérea McGuire |
Moorestown-Lenola |
Pemberton Heights |
Presidential Lakes Estates |
Ramblewood |
Roebling |
Ross Corner

### Áreas no incorporadas
Chatsworth |
Columbus |
Cookstown |
Crosswicks |
Jobstown |
New Gretna |
Vincentown